# 苻敞
苻敞，前秦皇族，曾任太尉司馬、隴東太守、建節將軍，最後卻被苻生所殺。他兒子苻登後來在前秦皇帝苻堅及苻丕被殺之後，被擁立為皇帝。